# Pocałunek potępionych
Pocałunek potępionych (tytuł oryg. Kiss of the Damned) − amerykański film fabularny z 2012 roku, napisany i wyreżyserowany przez Xan Cassavetes, jej debiutancki aktorski projekt pełnometrażowy. W filmie w rolach głównych wystąpili Joséphine de La Baume, Roxane Mesquida i Milo Ventimiglia. Muzykę skomponował Steven Hufsteter, były członek zespołu rockowego Cruzados. Obraz traktuje o miłości wampirzycy do śmiertelnika oraz konflikcie między tytułową bohaterką a jej wampirzą siostrą. Światowa premiera dzieła miała miejsce we wrześniu 2012 podczas Międzynarodowego Festiwalu Filmowego w Wenecji. W marcu 2013 film został udostępniony w serwisach VOD, a w maju tego roku miał premierę w amerykańskich kinach. Na przestrzeni lat 2012/2013 Pocałunek potępionych prezentowany był widzom festiwali filmowych w Ameryce Północnej i Europie.

## Fabuła
Główną bohaterką filmu jest wiekowa wampirzyca Djuna, która zajmuje się tłumaczeniem poezji i prozy na języki obce. Zakochuje się ona w śmiertelniku, scenarzyście Paolo, choć początkowo próbuje oprzeć się jego zalotom. W końcu ulega namiętności.

## Obsada
- Joséphine de La Baume − Djuna
- Roxane Mesquida − Mimi
- Milo Ventimiglia − Paolo
- Anna Mouglalis − Xenia
- Michael Rapaport − Ben
- Riley Keough − Anne
- Jay Brannan − Hans
- Jonathan Caouette − Anton
- Juan Luis Acevedo − Dimitry
- Ching Valdes-Aran − Irene

## Nagrody i wyróżnienia
- 2013, Sitges − Catalonian International Film Festival:
  - nominacja do nagrody Grand Prize of European Fantasy Film in Silver w kategorii Official Fantàstic Panorama Selection (wyróżniona: Xan Cassavetes)
- 2013, Strasbourg European Fantastic Film Festival:
  - nagroda Octopus d'Or w kategorii najlepszy międzynarodowy film fabularny (Xan Cassavetes)
- 2013, Neuchâtel International Fantasy Film Festival:
  - nominacja do nagrody Narcisse w kategorii najlepszy film fabularny (Xan Cassavetes)
- 2013, Oldenburg Film Festival:
  - nominacja do German Independence Audience (Xan Cassavetes)